# Ivan Jokic
Ivan Jokic, född 3 februari 1945 i Dicmo vid Sinj, Jugoslavien (Kroatien), död 29 juli 2018 i Zadar, Kroatien, var en jugoslavisk, senare kroatisk  idrottsman, som deltog i de svenska friidrottsmästerskapen 1970. Han tävlade för IFK Norrköping och vann SM-guld i terränglöpning 4 km det året.